# Dinko Vranković (svećenik)
Don Dinko Vranković (Svirče, o. Hvar, 22. siječnja 1906. – 4. rujna 1970.), katolički svećenik, koji je u nekoliko navrata spasio svoje župljane, mještane Sućurja na Hvaru, od stradanja u Drugom svjetskom ratu.

## Mladost, školovanje i prve godine svećeničke službe
Rođen je u obitelji Ivana i Lukrecije (djev. Fredotović) Vranković, kao osmo od jedanaestoro njihove djece. Majka mu je umrla rano, 1914., pa su otac, braća i sestre, s njim prošli kroz mnoga odricanja kako bi mu, za teških godina nakon Prvog svjetskog rata omogućili studij bogoslovije. Osjećalo je to i cijelo selo, pa je na dan njegove mlade mise, na Bartulovo 1930. „Svirče imalo dan neobičnog i iskrenog veselja“, kako je to zabilježio jedan onodobni kroničar.
Najveći dio svog svećeničkog službovanja don Dinko je proveo u Sućurju i Bogomolju, mjestima koja su, kao i ostale župe istočnog dijela otoka Hvara, zbog siromaštva i česte oporosti svojih stanovnika slovile za strah i trepet među tadašnjim svećenicima Hvarske biskupije.
Biskup Miho Pušić, koji je imao odličan osjećaj za to kojeg bi svećenika trebalo postaviti na pojedinu župu, za don Dinka kao da je, svaku u svoje vrijeme, ostavio najteže službe u svojoj biskupiji.
Tako je u vrijeme don Dinkova službovanja u Bogomolju (1934. – 1939.) u samom središtu sela, ravno nasuprot njegova župnog dvora, 1935. podignuta starokatolička crkva, što je označilo svojevrsni vrhunac tog krivovjerja u Hvarskoj biskupiji.

## Upravitelj Župe sv. Jurja u Sućurju
Malo nakon početka don Dinkova drugog službovanja u Sućurju (1939. – 1964.), Hrvatsku je zahvatila stihija Drugog svjetskog rata, koji se, sa svojim tepih – bombardiranjima, paležima, miniranjima povijesnih zdanja, deportacijama, bezrazložnim ubojstvima i životom u neprekidnom ozračju neizvjesnosti i straha, od svih naselja na Hvaru, najteže obrušio baš na Sućuraj.
Već 1941. talijanske okupacijske snage stacionirane u Sućurju od don Dinka su zatražile da umjesto na staroslavenskom i hrvatskom, svete mise ubuduće drži na latinskom i talijanskom, no on to odlučno odbio.  Pristao je ipak da u duhu kršćanske ljubavi prema bližnjem brojnim talijanskim vojnicima drži bogoslužje na njihovu materinjem jeziku, no samo usporedo, a ne umjesto onog koje je za svoje župljane držao na hrvatskome jeziku. Kada se pak, nakon duljeg izbivanja iz Sućurja talijanska vojska 18. siječnja 1943. vratila s namjerom da nakon Vrbanja i Dola zapali i Sućuraj, don Dinko je, zajedno s tadašnjim načelnikom i tajnikom općine, uvjerio generala Piazzonija da Sućuraj nije kriv za napade na talijansko brodovlje u Hvarskome kanalu, te da u selu žive i stanovnici njegova prezimena – Piacuni (Piazzoni). 
Nakon kapitulacije Italije u rujnu 1943., mjesto očekivanog smirivanja prilika, Sućuraj se našao na samoj prelomnici ratnih operacija partizanske, ustaške, njemačke, amaričke i britanske vojske, koje su ga do jeseni 1944. pretvorile u veliku opustjelu razvalinu. Za sve vrijeme ratnih operacija don Dinko nije napuštao župu, premda je to učinila većina njenih stanovnika, koji su se pred ratnim strahotama sklanjali u svoje poljske kućice po obližnjim vinogradima i valama. Stoga je bio prisutan i kada je 21. rujna 1943. u Sućuraj stigla ustaška vojska i na obali počela skupljati mještane s namjerom da tu provede njihovo masovno strijeljanje kao odmazdu za prethodne partizanske akcije. Don Dinko je intervencijom kod ustaškog krilnika Vokića ishodio da narod bude pošteđen i pušten.
Potkraj svibnja 1944. Nijemci su iz strateških razloga protjerali Sućurane iz njihovih domova, te ih raselili po Bosni i Slavoniji. Don Dinku su ponudili da ostane u svom župnom dvoru, no on im je na to odgovorio: „Gdje je stado tu je i pastir.“ Dobrovoljno podijelivši sa svojim pukom patnje progonstva, napuštajući mjesto pobrinuo se za spas sućurjankog župnog arhiva, u kojem se tako i danas čuvaju brojni vrijedni dokumenti, od kojih neki datiraju još od osnutka župe u 16. stoljeću.
No, najteži trenutci don Dinkova službovanja u Sućurju tek su predstojali. Godine 1953., odbio se upisati u „Staleško društvo katoličkih svećenika Hrvatske“, ostajući tako vjeran svome biskupu. Zato ga je grupa sućurjanskih komunističkih ekstremista odlučila ubiti. Plan im se u zadnji čas izjalovio, a kako je bilo vjerojatno da oni neće odustati u svojoj namjeri, don Dinka je u zaštitu uzeo šef tadašnjega SUP-a u Hvaru Tome Modrić, inače do rata jedan od sućujanskih križara.

## Upravitelj Župe sv. Lovre u Vrboskoj
Nadajući se da će u blizini rodnih Svirača dočekati miran završetak svoje službe, don Dinko 1964. dolazi za upravitelja župe u Vrbosku u kojoj će ostati četiri godine, ostavivši ipak važan trag u duhovnom životu mjesta. U prigodnoj knjižici izdanoj o 400. obljetnici vrbovačkog čudotvornog križa, don Ivica Huljev o tome piše sljedeće: "Sredinom 60-ih godina 20. st., u vrijeme župnika Vrankovića, Sv. Križ je (iz crkve sv Marije, op. a.) do daljnjeg prenesen na oltar Imena Isusova u župnoj crkvi (sv. Lovre, op. a.). Otada se Maraški petak slavi u župnoj crkvi, kao i mise na nakanu vjernika pred izloženim Sv. Križem."
Krađa male i gotovo bezvrijedne, šablonski naslikane ikone sv. Špirijuna (=Spiridona), koja se zbila pod čudnim i do danas nerasvijetljenim okolnostima, i sve ono što se nakon toga zbilo, ozbiljno je narušilo don Dinkovo zdravlje, pa ga krajem 1968. biskup Bezmalinović stavlja u stanje mira. 
Konac svojih dana don Dinko je dočekao u očevoj kući u Svirčima, gdje je, premda u miru, uvijek kada bi mu zdravlje to dopuštalo, svakoga dana služio svetu misu u kapeli sv. Josipa.

## Smrt i duhovna ostavština
Umro je na dan Gospodinove smrti, u petak, 4. rujna 1970.
Pogrebna svečanost u Svirčima, na kojoj se okupilo golemo mnoštvo njegovih župljana iz Sućuraja, Vrboske i drugih mjesta u kojima je služio, njegovih Svirčana, te čak šesnaestoro braće svećenika koje je predvodio biskup msgr. Celestin Bezmalinović, pokazala je koliko je velika bila ljubav koju je don Dinko, kao istinski narodni svećenik, posijao među svima s kojima je dolazio u doticaj. Upravo ga je ta ljubav prema bližnjemu cijeloga života poticala na brojna i smiona dobročinstva - djela kojima si je u pamćenju ne samo Sućurjana već i mnogih drugih, sazdao spomenik trajniji od mjedi.

## Vanjske poveznice
- Kratka biografija don Dinka Vrankovića
- Don Dinko Vranković na Visu, 1930.-32.
- dr. Nikola Anić: Krvavi Vukov klanac
- Otkrivena spomen-ploča don Dinku Vrankoviću
- Sućuraj: Otkrivena spomen-ploča don Dinku Vrankoviću
- Don Dinkov rukupisni zaziv sv. Mihaelu arhanđelu
- Spomen-ploča donu Dinku Vrankoviću